# Johann Rasp
Johann Rasp (7. září 1829 Planá – 14. července 1903 Planá) byl český politik německé národnosti, v 2. polovině 19. století starosta Plané a poslanec Českého zemského sněmu.

## Biografie
Profesí byl poštmistr. Dlouhodobě a opakovaně zastával post starosty rodné Plané. 18. února 1898 byl jmenován čestným občanem města. Byl mu udělen Řád Františka Josefa a pamětní medaile za 40 let státních služeb. Předsedal výboru planské spořitelny a zastával funkci okresního starosty.
Po obnovení ústavního života v Rakouském císařství počátkem 60. let 19. století se zapojil i do zemské politiky. V zemských volbách v Čechách v roce 1861 byl zvolen v městské kurii (volební obvod Planá – Tachov – Stříbro – Žandov) do Českého zemského sněmu. Mandát obhájil v zemských volbách v lednu 1867, nyní za kurii venkovských obcí, obvod Planá – Teplá – Bezdružice, i v krátce poté konaných zemských volbách v březnu 1867. Na sněm se po jisté přestávce vrátil až v doplňovacích volbách v září 1871, kdy uspěl v městské kurii (obvod Planá, Tachov, Stříbro, Žandov). Obhájil poslanecké křeslo v zemských volbách v roce 1872 i volbách roku 1878. Stranicky se tehdy uvádí jako stoupenec takzvané Ústavní strany (liberální německá formace podporující centralistický model rakouského státu). Ve svém obvodu uspěl i ve volbách roku 1883 a volbách roku 1889, nyní zmiňován jako člen liberální (pokrokové) strany. Byl členem zemské subkomise pro reformu pozemkové daně.